# 成都，我爱你
《成都，我爱你》（英語：Chengdu, I Love You），中国大陆浪漫爱情片，导演陈果、崔健，主演郭涛、吴安雅、谭维维、黄轩、高圆圆、郑宇成。

## 剧情
该片分三段，第一段是亲情，第二段是爱情，第三段是友情，讲述了1976年文化大革命里四川省成都市的男女爱情故事。

## 演出
- 郭涛
- 吴安雅
- 谭维维
- 黄轩
- 高圆圆
- 郑宇成

## 上映
该片是中国大陆第一部城市主题电影。
该片参加了第66届威尼斯电影节闭幕影片，第14届釜山国际电影节。